# Fairfield (Kentucky)
Fairfield – miasto w Stanach Zjednoczonych, w stanie Kentucky, w hrabstwie Nelson.